# Iglesia de Santa María (Baños de Montemayor)
La iglesia de Santa María de la Asunción o simplemente iglesia de Santa María es un templo católico ubicado en la localidad española de Baños de Montemayor, en la provincia de Cáceres. Fue construida desde finales del siglo XV hasta el siglo XVII. Es sede de la única parroquia del municipio desde 1959, cuando se desacralizó la iglesia de Santa Catalina.
Desde 1982, el edificio es candidato a Bien de Interés Cultural en la categoría de Monumento, pero el expediente original no llegó a resolverse porque se vio interrumpido por el traspaso interadministrativo de competencias. En marzo de 2021, la Junta de Extremadura ha incoado un nuevo expediente para su declaración.

## Localización
La iglesia, orientada al este, se sitúa en el casco urbano de la población, exenta pero ubicada en medio de una abigarrada trama urbana, entre la plaza Hernández Gil y las calles Don Victoriano, Doctor Rengifo e Iglesia.

## Historia
Una peculiaridad de Baños de Montemayor es que la actual población es el resultado de la unificación de dos poblaciones en 1644: Baños de Montemayor y Baños de Béjar. Por eso, hasta 1959 contaba con dos parroquias separadas por la vía de la Plata, pertenecientes a dos diócesis diferentes: la de Santa María, a la de Coria (actual Coria-Cáceres); y la de Santa Catalina, a la de Plasencia. Después, ambos templos pasaron a pertenecer a la diócesis de Plasencia, desacralizándose el templo de Santa Catalina y adquiriendo uso cultural.
El templo se data cronológicamente entre fines del siglo XV y el siglo XVII, con importantes reformas en el siglo XX. Según algunas informaciones, pudo construirse sobre los restos de una fortaleza anterior, en la que había un pozo o aljibe. Como decimos, durante el siglo XX se acometieron numerosas reformas que afectaron sobre todo a su cubierta, y también se amplió el edificio mediante la construcción de un anexo. Por ello, la única bóveda original conservada es la de la sacristía. 

## Estructura
La iglesia de Santa María de la Asunción es un templo de tamaño mediano cuyos principales valores patrimoniales residen en: su fachada principal; los retablos mayor y de Santa Catalina que se custodian en el interior; y su torre-campanario, cuyo curioso remate es único en la actual Extremadura.
El templo está construido mediante sillería de piedra bien escuadrada en las zonas más próximas a los pies del edificio, y de mampostería con refuerzos de sillería en las más cercanas al presbiterio. La cubrición es de teja árabe.

### Torre

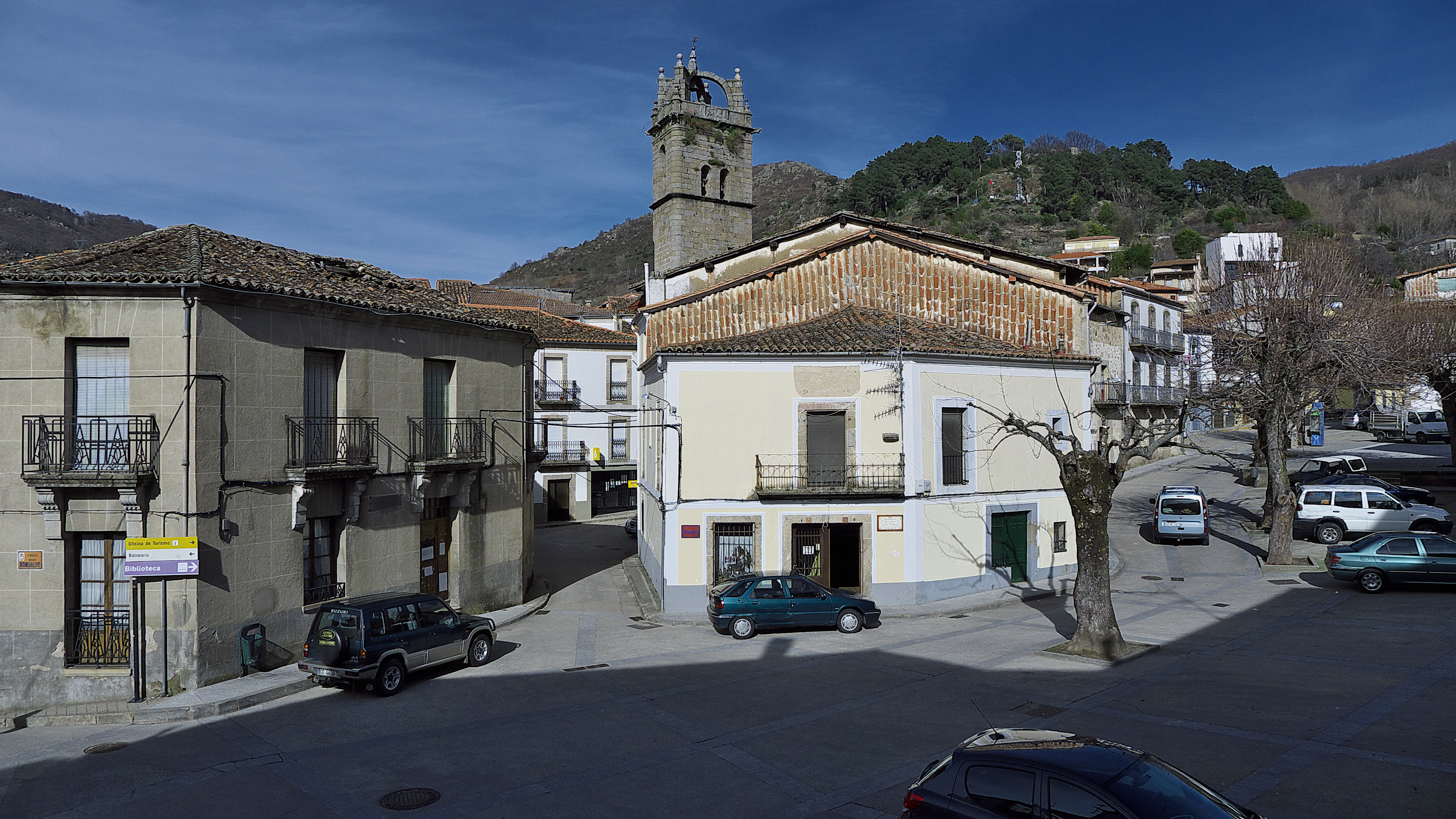
Vista del cruce de las calles Vía de la Plata y Don Romualdo, con el campanario sobresaliendo en el centro de la imagen

Exteriormente, uno de los dos elementos más destacables del inmueble es el campanario, ubicado a los pies del templo. La torre tiene tres cuerpos y remate, siendo su traza de mucho mérito constructivo por su curiosa forma. En el primer cuerpo, sobre una base maciza, se sitúa el acceso exterior a la torre (con forma de arco conopial, al igual que otras ventanas de la torre y protegido por un pretil con decoración denticulada), elevado en altura y accesible mediante unas escaleras exteriores. Desde esta entrada se accede a las escaleras interiores que conducen a lo alto del campanario.
Bajo esta entrada, la esquina de la torre tiene la particularidad de que no se alinea con la fachada oeste, sino que se retranquea ligeramente en dirección a la escalera, no siendo, además, este paramento recto, sino escalonado de forma paralela a las escaleras exteriores y estando decorado con molduras. Los cuerpos del campanario se separan mediante gruesas molduras, teniendo una de ellas, en el segundo cuerpo, una curiosa forma escalonada. En este segundo cuerpo se observa, además, que una parte del mismo se encuentra sobreelevado sobre el inferior. El siguiente cuerpo, el del campanario propiamente dicho, es muy esbelto.
Posee cuatro huecos de medio punto sobre los que se halla un friso con arcos de medio punto en relieve, moldura y denticulado clasicista. En la última cornisa también encuentran acomodo varias gárgolas. Sobre este cuerpo de campanas, un antepecho con decoración de escamas, con escudos en algunas zonas y celosías en otras, es rematado por pináculos y florones. En este espacio se sitúa una curiosa estructura conformada por dos arcos de medio punto entrecruzados, que, partiendo desde cuatro contrafuertes rematados por cuatro bolas decorativas desde las esquinas, convergen en el centro, bajo un pináculo. Bajo esta estructura, que confiere un aspecto tan original a la torre, se ubica una estructura piramidal rematada por una bola y una cruz.
Según el diccionario de Madoz, los arcos se construyeron a mediados del siglo XVII, siendo costeados por la población, según una inscripción de la cúpula que el autor pudo leer. Esta estructura estaba destinada a colgar la campana de un reloj. En este sentido, un reloj moderno fue inaugurado en 1883, el cual estuvo en uso hasta que fue desmontado en torno a un siglo después, conservándose actualmente su maquinaria en la oficina de turismo. El mismo fue realizado, según el historiador De la Vega, por el relojero bejarano Alberto Ruiz de Mena. La persona encargada de su mantenimiento fue el herrero Remigio García Hernández.
En la base de la torre se conserva, incrustada, una lápida romana. 

### Fachadas

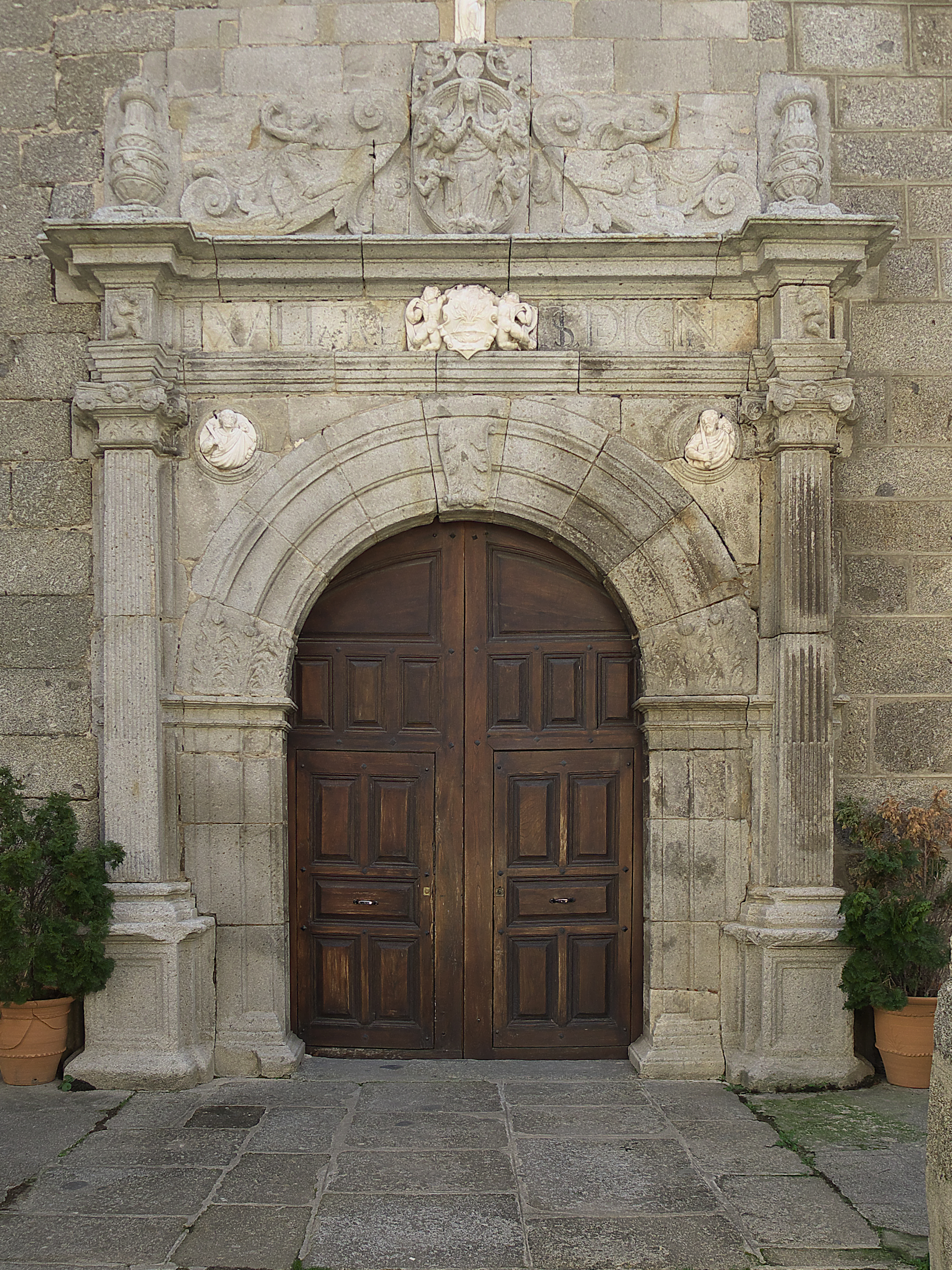
Portada septentrional de la iglesia

La fachada norte es la de mayor valor del edificio. En ella se sitúa un pequeño atrio conformado por dos muretes bajos, ante la puerta de entrada. Esta puerta se halla en un muro que se encuentra ligeramente retranqueado respecto a la cabecera del templo. En esta zona se sitúan varias ventanas. La puerta de entrada está conformada por un arco de medio punto con arquivoltas, flanqueado por dos pilastras de orden compuesto que sostiene un friso donde puede leerse una inscripción en latín, que, traducida al castellano, significa: “Alégrate, Santa Madre de Dios”. En las enjutas del arco son visibles sendos medallones en altorrelieve de san Pedro y san Pablo. En medio del friso, otro relieve nos muestra dos angelotes sujetando el jarrón de azucenas, emblema de la Virgen. Sobre el entablamento hay, en sus extremos, dos pináculos, y, en medio, un relieve de la Asunción de la Virgen, flanqueada por dos ángeles con cornucopias. Sobre el bajorrelieve de la Virgen existe una pequeña figura, en mármol, de Jesús “Salvator Mundi”, esto es, sosteniendo una esfera celeste. La fachada es de estilo plateresco, si bien, según la obra dirigida por Andrés Ordax “Monumentos artísticos de Extremadura”, algunos elementos podrían corresponder ya hacia 1610. Según esta publicación, Camón Aznar atribuyó la portada a Rodrigo Gil de Hontañón, aunque actualmente, al parecer, los principales investigadores sobre este artífice han refutado esta teoría.
En cualquier caso, tal y como afirma Nicolás Díaz y Pérez en su obra “Baños de Baños. Viajes por mi Patria”, existen dos inscripciones bajo los pináculos de la portada donde puede leerse: “Año” y “1567”, por lo que esta debe de ser, sin duda, la fecha de terminación de la misma. Sin embargo, acerca de esta misma portada, Antonio Casaseca y Rodríguez G. de Ceballos afirman en su obra “El ensamblador Antonio González Ramiro” que los medallones, y quizá toda la portada, son obra de Diego Salcedo (1580-1640), inspirada en las portadas del claustro de San Esteban de Salamanca. No siendo esto posible, dada la existencia de la fecha de 1567 referida, sí es factible que la portada, finalizada en esta fecha, recibiera algunos añadidos o fuera terminada a comienzos del siglo XVII, tal y como se plantea en la obra dirigida por Salvador Ordax, modificaciones que no sabemos si fueron realizadas por González Ramiro o no.
El testero del templo es recto, siendo su único elemento de interés una ventana abocinada y avenerada. En cuanto al muro sur, en el mismo son visibles en la parte de la sacristía y del transepto varias ventanas, una de ellas con forma de arco conopial. El resto de esta fachada, enfoscada y pintada, lo ocupan unas dependencias anejas con uso de almacén levantadas en el siglo XX, con una puerta y siete ventanas. En el muro oeste, que da a la calle Iglesia, se encuentra otra puerta y otra ventana que dan acceso a estas dependencias. Como esta calle se encuentra en pendiente, un pretil con un relieve grabado con el símbolo del escudo pontificio (mitra y llaves cruzadas) sirve para resguardar la misma del desnivel existente. En esta fachada se ubica, además de una parte de las dependencias anexas descritas, la puerta de los pies del templo, que es ligeramente apuntada, y es la más antigua del edificio. Este acceso es datable a fines del siglo XV o a comienzos del siglo XVI. Una ventana rectangular, correspondiente al coro, se sitúa encima.

### Interior
La planta de la iglesia es irregular. Consta de: presbiterio recto; dos capillas laterales delante de aquel que constituyen una especie de transepto y que se separan del crucero mediante sendos arcos de medio punto; sacristía junto al presbiterio en el lado de la epístola; nave de un solo tramo; y sotocoro.
En el crucero son visibles los restos de cuatro pechinas que sostendrían una cúpula desaparecida. Junto al testero, en el lado de la epístola, se sitúa la sacristía, y es la única zona que conserva la bóveda original. Esta es una bóveda de cañón renacentista conformada por cuatro arcos de cantería, de interés. También son de interés en este espacio un armario empotrado con carpintería del siglo XVII y un lavamanos, datable a mediados del siglo XVI.
La nave, con un único tramo, se une a la zona del crucero mediante un arco de medio punto y dos pequeños arcos laterales. A la entrada del templo, en la nave, hay una pila de agua bendita en una hornacina con una venera.
A los pies de la iglesia se localizan el sotocoro y el baptisterio, muy pequeños ambos por ocupar la base de la torre campanario la zona lateral correspondiente a la parte del evangelio. La puerta aquí situada da directamente al sotocoro, dividido en tres partes mediante arcos de medio punto. Junto al sotocoro, se sitúa el baptisterio, donde existe una pequeña hornacina, protegida por una puerta renacentista con un relieve que representa el jarrón de azucenas de la Virgen, destinada a guardar los santos óleos. La pila bautismal, del siglo XVI, ubicada sobre un pie de granito moderno, se sitúa en medio del sotocoro. Una escalera lateral conduce al coro, iluminado por una ventana.

## Bienes muebles

### Retablo mayor
Obra de estilo clasicista, muy decorada, con una estructura purista y una decoración manierista. Fueron dos salmantinos, el escultor Diego de Salcedo y el entallador Antonio González Ramiro, quienes, a partir de 1612, lo construyeron. Esta obra guarda relación con el retablo mayor de Valverde del Fresno, realizado por los mismos autores. El retablo se concertó con el escultor Diego de Salcedo mediante protocolo el 13 de abril de 1612, citándose por primera vez con posterioridad, en un inventario de 1635. La biografía de ambos artistas ha sido semblada por Florencio Javier García Mogollón en su artículo "El retablo mayor parroquial de Valverde del Fresno (Cáceres)". Gracias al mismo, podemos saber que Antonio González Ramiro (1580-1640) trabajó con numerosos arquitectos, como Juan Gómez de Mora; con escultores como Esteban de Rueda; y con pintores como Antonio González de Castro. Realizó encargos para la catedral de Salamanca y numerosas parroquias de su diócesis y de otras zonas. Prueba de su importancia es, además, que el cabildo de la catedral de Plasencia eligió una traza suya para la realización del retablo mayor, aunque finalmente esta no se llevó a cabo.
En cuanto a Diego de Salcedo, nacido en fecha desconocida y fallecido en 1614, sabemos que trabajó en el convento de San Esteban de Salamanca, así como en otras localidades de esta diócesis y, además de las dos localidades extremeñas ya citadas, en Guijo de Coria (Cáceres).
El retablo posee sotobanco de piedra; dos cuerpos con tres calles y dos entrecalles; y ático. Las columnas que separan calles y entrecalles son de distinto tipo en el primer y segundo cuerpo; si bien en ambos casos son de orden compuesto, antorchadas en su mitad superior y con capiteles corintios, en las del primer cuerpo la parte inferior del fuste posee decoración de roleos, mientras que, en las del segundo cuerpo, aquel es estriado. Además, en el primer cuerpo, el banco está decorado con las siguientes figuras en altorrelieve, y con pinturas de evangelistas y Príncipes de la Iglesia: san Juan con el águila, la Visitación, san Lucas con el becerro, Jesús ante los doctores, san Pedro, san Pablo, la Crucifixión, san Marcos y el león alado, Pentecostés, y san Mateo y el ángel.
En el cuerpo inferior, en el centro, se sitúan el tabernáculo y el sagrario. En este último, la puerta está decorada con un relieve en plata, que data del siglo XVIII, que representa una Crucifixión, y que sustituyó a otra imagen de un Jesús resucitado. En el tabernáculo, cuatro columnas con fustes estriados y antorchados sujetan un entablamento con una cúpula sobre la que se sitúa la figura de un cordero místico. A ambos lados del tabernáculo, en sendas hornacinas, pueden verse las pequeñas tallas de madera policromada de san Gregorio y san Jerónimo, que se custodian actualmente en la sacristía.
En los dos cuerpos del retablo, en cada calle lateral, hay una hornacina con una escultura y una pintura. Según Méndez Hernán, las esculturas en nichos de planta baja representan a san Rafael con Tobías, y a santa Ana, y no son las originales, pues datan del siglo XVIII. Estas fueron instaladas en sustitución de las originales del retablo: san José y el Niño Jesús, y un ángel de la Guarda. El actual “Niño” que acompaña a san Rafael sí es el que acompañaba al san José original. En este primer cuerpo, las pinturas sobre tabla que representan el “Nacimiento de Jesús” y la “Epifanía”.
En el segundo cuerpo, las esculturas representan laterales representan a santa Águeda (con los pechos amputados como atributo), y Santa Apolonia (con unas tenazas como atributo de su martirio). Las pinturas laterales representan al arcángel san Gabriel (como anunciador de la Buena Nueva) y a la Virgen. Según Méndez Hernán, estos cuadros quizá son posteriores al retablo original. En cuanto a la calidad de esculturas y pinturas y a su estado de conservación, hay que decir que la calidad de las esculturas es superior a la de las pinturas, aunque lamentablemente algunas esculturas han sufrido repintes. En medio del segundo cuerpo aparece la imagen titular del templo, un relieve de la Asunción de la Virgen.
En cuanto al ático, modificado, pues originalmente contenía un “Padre Eterno”, su edículo está rematado por un frontón triangular y flanqueado por aletones añadidos a fines del XVII o en el XVIII y pirámides herrerianas coronadas por bolas en sus extremos. En el edículo aparece la talla de un Crucificado. Y a ambos lados, en los basamentos del banco del ático, se representan mediante esculturas a María y san Juan. 

### Retablo de la antigua iglesia de Santa Catalina
Se sitúa en el transepto, en el muro de la epístola. Este retablo procede de la antigua parroquia de Santa Catalina, y fue restaurado e instalado aquí en 2014. Data del segundo tercio del siglo XVI.
El retablo consta de sotobanco de piedra moderno, tres cuerpos de altura y dos entrecalles. Las calles y entrecalles se separan por columnas abalaustradas, y los cuerpos mediante frisos con decoración de candelieri, máscaras, putis, etc. En el primer cuerpo se localizan un manifestador con un sagrario en la calle central y dos pinturas en las calles laterales representando el “Descanso de la Huida a Egipto” (posterior cronológicamente al resto de las pinturas) y la “Adoración de los Reyes”. Dos esculturas, en las entrecalles, representan a san Pedro y san Pablo; en el segundo cuerpo es posible ver una escultura de bulto redondo de Santa Catalina; dos huecos para dos pinturas desaparecidas a ambos lados, y cuatro pinturas pequeñas en las dos entrecalles, representando a san Andrés, san Martín, santa Águeda y santa Lucía; en el tercer cuerpo, en la parte central, una pintura representa la Crucifixión de Jesús, y a ambos lados hay dos pinturas en las calles que muestran a “Jesús Resucitado” y a “santa Catalina ante los doctores”. En las cuatro pinturas de las entrecalles se aprecian cuatro pinturas con las imágenes de san Juan Bautista, santo Domingo, Santiago y san Francisco de Asís.
El conjunto representa dos ciclos: el principal, dedicado a la vida de Cristo, y el secundario, dedicado al martirio de Santa Catalina. Es esta una importante pieza de la retablística del siglo XVI en Extremadura. Según De la Vega Fernández, un estudio del retablo firmado por Morán Cabré y Gómez Espinosa relaciona las pinturas de este retablo con la pintura manierista de Palencia del siglo XVI, y con la escultura castellana del momento.
Se conservan en la sacristía dos pinturas del siglo XVIII, que durante mucho tiempo sustituyeron a las originales desaparecidas de este retablo y que, tras la restauración, se decidió no reubicar en el mismo. Son los dos siguientes bienes:
- Cuadro representando el Prendimiento de Jesús. Se localiza en la sacristía. Tras la desaparición de dos de los cuadros del retablo de Santa Catalina, este sustituyó durante un tiempo a uno de ellos. Está firmado por Tomás Rodríguez de la Concha, y fechado en 1756. Se trata de una composición un tanto ingenua y en mal estado.
- Cuadro representando la Flagelación de Jesús. Se localiza en las dependencias anexas. Tras la desaparición de dos de los cuadros del retablo de Santa Catalina, este sustituyó durante un tiempo a uno de ellos. Se trata de una composición un tanto ingenua y en mal estado. Data de mediados del siglo XVIII.

### Retablos menores
- Retablo de Virgen Dolorosa. Se sitúa en el transepto, en el testero del templo, junto al muro del evangelio. Posee sotobanco de fábrica, un cuerpo y ático. En el único cuerpo, una pilastra y una columna se sitúan a cada lado de la hornacina, en la que se ubica la imagen. En el ático, aparece un relieve con el jarrón de azucenas de la Virgen. Posee una abundante decoración de vegetales y putis. Su estilo corresponde al barroco propio de un siglo XVII avanzado. La Virgen es una imagen de vestir del siglo XVIII.
- Retablo del Sagrado Corazón de Jesús. Situado en la nave, en el muro del evangelio. Consta de una hornacina flanqueada por dos estípites que sostienen un entablamento partido con abundante decoración vegetal. Su estilo corresponde al barroco propio del siglo XVIII. En la hornacina se sitúa una imagen del siglo XX del Sagrado Corazón de Jesús.
- Retablo de San Ramón Nonato. Se ubica en la nave, en el muro de la epístola. Consta de una hornacina flanqueada por dos columnas que sostienen un entablamento con un ático en el que dos “ces” enmarcan una venera. Posee abundante decoración de roleos. Su estilo corresponde al barroco de un siglo XVII avanzado. En la hornacina se sitúa una imagen de san Ramón Nonato. Está muy repintada.
- Retablo de Santa Rosa de Lima. Situado en la nave, en el muro de la epístola. Es idéntico al anterior, y conserva en su interior una imagen de Santa Rosa de Lima.
- Retablo de santa Teresa de Jesús. Se sitúa en el transepto, junto a la sacristía y el muro de la epístola. Posee un cuerpo y ático. En el único cuerpo, una columna se sitúa a cada lado de la hornacina en la que permanece la imagen de madera policromada, revestida con textiles. En el ático aparece un relieve con el jarrón de azucenas de la Virgen. Posee una abundante decoración de vegetales y putis. Su estilo corresponde al barroco propio de un siglo XVII avanzado.

### Otros bienes
- Caja de órgano del siglo XVIII. Muy restaurado, se sitúa en el coro.
- Escultura de San Antonio. Situada en el sotocoro, es datable entre los siglos XVII y XVII. Está muy repintada y le falta el Niño Jesús.
- Imagen de San Simón Stock recibiendo el escapulario de la Virgen del Carmen. Se sitúa en el muro de la epístola del transepto. Aunque se trata de una imagen de escayola de Olot de finales del siglo XIX o comienzos del siglo XX, se incluye por ser una iconografía infrecuente.
- Confesionario. Se sitúa en el crucero. Data de finales del siglo XIX o comienzos del siglo XX.
- Pendón de San José con el Niño Jesús. Arte textil bordada, se ubica en el presbiterio. siglo XIX.
- Talla de san Isidro Labrador. Se sitúa en el crucero. Obra de pequeño tamaño y fecha indeterminada. Estilo barroco.
- Cristo crucificado. Se localiza en la sacristía. Es una talla de madera policromada en la que se representa a Jesús crucificado con tres clavos en una cruz leñosa. siglo XVI.
- Cáliz. Se localiza en la sacristía. De plata, es lisa, salvo los listeles que aparecen en pie, astil, y macolla. Obra de estilo barroco.
- Copón 1. Se localiza en la sacristía. De plata, su base tiene seis lóbulos, el astil es cilíndrico y posee macolla manciforme. La subcopa, la macolla y la base tienen decoración vegetal. Remata en cruz. Es una obra barroca. En la tapa puede leerse la inscripción: “Regalo a Santa María de Baños. J.A.C.M.N.”
- Copón 2. Se localiza en la sacristía. De plata, posee el pie circular. El astil es hexagonal, con macolla ovalada. La copa es cilíndrica, con decoración vegetal y animal incisa, y tiene una crestería. La tapa tiene abundante decoración vegetal incisa y remata en cruz. Data del siglo XVI y es de estilo renacentista.
- Cruz procesional. De plata, en la cruceta aparecen, en relieve, un Crucificado en el anverso, y una Santa Catalina, en el reverso. La pieza posee abundante decoración de “ces”, putis, etc. Obra datable en el periodo barroco. Se localiza en las dependencias anexas.
- Custodia 1. Se localiza en las dependencias anexas. De plata y plata sobredorada, su elemento decorativo más característico son dos angelotes de bulto redondo que sujetan el astil, con decoración de racimos de uva. La base es antorchada y contiene una inscripción. La corona radiada alrededor del viril contiene otra, lisa. Remata el todo, una cruz. Siglos XIX-XX.
- Custodia 2. Se localiza en las dependencias anexas. El pie tiene cuatro apoyos, y el astil está decorado con angelotes. La corona radiada alrededor del viril contiene otra, decorada con angelotes en un nimbo, y espigas de trigo. Remata el todo, una cruz flordelisada. Siglos XVIII-XIX.
- Conjunto de casullas y ternos. Se localiza en las dependencias anexas.